# 1964 en littérature
| Années de la littérature : 1961 - 1962 - 1963 - 1964 - 1965 - 1966 - 1967    |
| Décennies de la littérature : 1930 - 1940 - 1950 - 1960 - 1970 - 1980 - 1990 |

Cet article présente les faits marquants de l'année 1964 en littérature.

## Événements
- 3 août : L'Américaine Flannery O'Connor meurt du lupus érythémateux disséminé. Bien que les médecins ne lui donnassent que cinq ans d'espérance de vie, elle aura publié l'essentiel de son œuvre littéraire entre les quatorze ans qui ont séparé son diagnostic en 1951 et son décès en 1964.

## Presse
- Janvier : première parution du journal Le Peuple breton.

## Parutions

### Essais
- Pierre Bourdieu et Jean-Claude Passeron,  Les Héritiers.
- P. Costabel, J. Itard, J. Mesnard et al. L'Œuvre scientifique de Pascal, Pr. univ. de France ; recueil issu du colloque de 1962 organisé à l'occasion du tricentenaire de la mort de l'illustre savant.
- Gilles Deleuze (philosophe), Proust et les signes, éd. Presses universitaires de France.
- René Étiemble, Parlez-vous franglais ?, éd. Gallimard.
- François Fejtő, Chine/URSS, éd. Plon.
- Kwame Nkrumah, Le consciencisme. Philosophie et idéologie pour la décolonisation et le développement, avec une référence particulière à la Révolution africaine.
- Georges Poulet, Le Point de départ (Études sur le temps humain, vol. 3), éd. Plon.
- Gilbert Simondon (philosophe), L'Individu et sa genèse physico-biologique, éd. P.U.F.
- Ayn Rand et Nathaniel Branden, La Vertu d'égoïsme (titre original : The Virtue of Selfishness: A New Concept of Egoism)
- Jean-Paul Sartre, Les Mots, éd. Gallimard.

### Romans
- Réjean Ducharme,  L'Avalée des avalés
- Marguerite Duras, Le Ravissement de Lol V. Stein.
- Yves Régnier, Promenoirs, Grasset.
- Monique Wittig, L'Opoponax, Les Éditions de Minuit (prix Médicis).

## Théâtre
- Mai : Fondation du Théâtre du Soleil d’Ariane Mnouchkine, qui emménagera en 1970 à La Cartoucherie de Vincennes.

## Prix littéraires
- 10 décembre : Jean-Paul Sartre refuse le prix Nobel de littérature.
- Prix Goncourt : L'État sauvage de Georges Conchon.
- Prix Femina : Le Faussaire de Jean Blanzat.
- Prix Renaudot : L'Écluse de Jean-Pierre Faye.
- Prix Médicis : L'Opoponax de Monique Wittig
- Prix Interallié : Paris au mois d'août de René Fallet
- Grand prix du roman de l'Académie française : Le Retour de Michel Droit
- Prix des libraires : Le Sable vif de Pierre Moinot
- Prix des Deux Magots : La Rose de Büyükada de Clément Lépidis
- Grand prix de littérature du Conseil nordique : Tarjei Vesaas, Palais de glace.
- Voir la liste des Prix du Gouverneur général 1964.

## Principales naissances
- 5 février : Pascal de Duve, écrivain belge d'expression française.
- 11 février : Jean-Marc Agrati, poète et nouvelliste français.
- 20 février : Claude Dannic, écrivain français.
- 15 mai : Patrice-Loup Rifaux, scénariste et écrivain français.
- 26 mai : Caitlín R. Kiernan, autrice américaine de science-fiction et de fantasy.
- 6 juin : Jay Lake, auteur américain de science-fiction et de fantasy, mort en 2014.
- 22 juin : Dan Brown, écrivain américain d'expression anglaise.
- 16 juillet : Anne Provoost, romancière belge d'expression néerlandaise.
- 24 juillet : Banana Yoshimoto, romancière japonaise.
- 2 août : Mikhaïl Boutov, écrivain russe.
- 2 novembre : Elena Ilina, romancière et scénariste soviétique.
- 24 novembre : Adjoua Flore Kouamé, romancière ivoirienne.
- 1er septembre : Martha Wells, autrice américaine de science-fiction et de fantasy.
- 16 octobre : Emanuel Pastreich, essayiste américain.
- 1er décembre : Jo Walton, autrice britannique de science-fiction et de fantasy.
- Date inconnue :
  - Heo Su-gyeong, poétesse sud-coréenne.
  - Oh Soo-yeon, romancière sud-coréenne.
  - Barbara Serdakowski, poète et écrivaine polonaise.

## Principaux décès
- 21 janvier : Suzanne Renaud, poète et traductrice française (° 30 septembre 1889).
- 24 juillet : Maxime Rylski, poète et traducteur soviétique (° 19 mars 1895).
- 3 août : Flannery O'Connor, nouvelliste et romancière américaine (° 25 mars 1925).
- 12 août : Ian Fleming, écrivain britannique, créateur de James Bond (° 28 mai 1908).
- 28 septembre : Mikhaïl Golodny, écrivain soviétique (° 24 décembre 1903).